# Alin Coen Band
Gli Alin Coen Band sono un gruppo musicale tedesco, espressione di un genere al confine fra funk, folk e pop, proveniente dall'universo indie, fondato nel 2007. Prendono il loro nome dalla stessa leader del gruppo, Alin Coen.

## Storia del gruppo

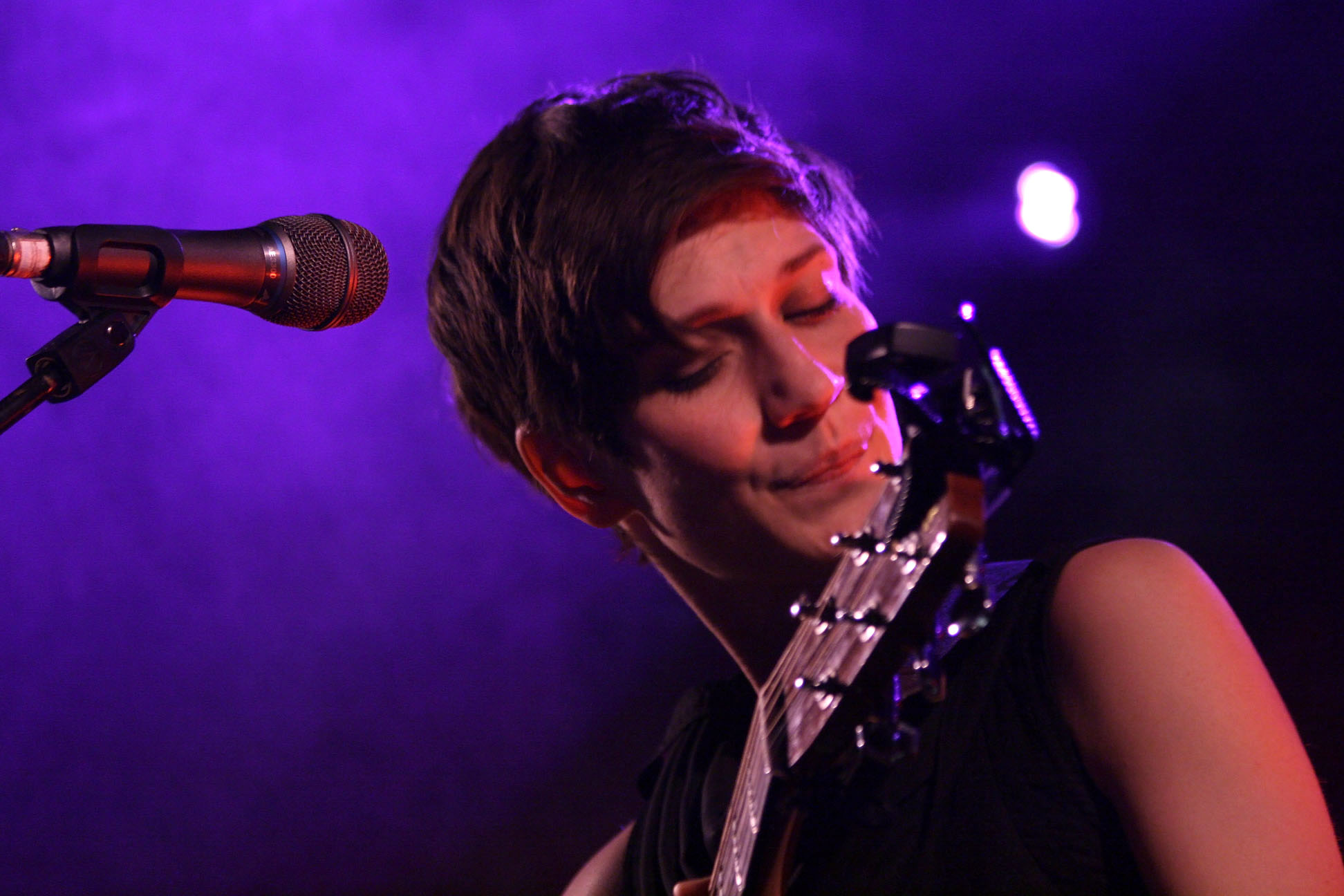
Alin Coen in concerto a Vienna nel 2011

Alin Coen, cantautrice e musicista tedesca, è nata ad Amburgo nel 1982. Frutto del melting pot, infatti proviene da una madre medico tedesco e da un padre pittore messicano, Alin ha anche lontane influenze italiane provenienti da una sua bisnonna, Fanny Anitúa, che per anni fu cantante d'opera formatasi in Italia e che per anni si esibì alla Scala di Milano. Anche per queste ragioni, il mondo della musica è sempre stato presente nella vita dell'artista.
Ma è solo dal 2002 che Alin comincia a scrivere canzoni, ossia nel periodo in cui viveva in Svezia in una fattoria. Nel 2003 decide di trasferirsi, per motivi di studio, a Weimar, e sono questi gli anni in cui si completa la sua formazione nel suonare diversi strumenti musicali, fra cui la chitarra e le tastiere, ed incontra Jan Frish (chitarrista), Philipp Martin (bassista) e Fabian Stevens (batterista), ossia coloro che, insieme a lei, nel 2007 formeranno la band.
I primi successi per la band arrivano grazie al successo dei loro video su YouTube e, soprattutto, dalla loro positiva partecipazione nel 2008, al "PopCamp", ossia una master class del Deutsche Musikrat (DMR), l'avvento a numerose apparizioni televisive in vari programmi tedeschi, fra cui va ricordato quello a TV Noir, li ha portati ad essere ascoltati da un pubblico più vasto.
Il loro primo album Wer bist du? esce nel 2010, tramite la loro piccola etichetta indipendente Pflanzeinen Baum, con l'importante distribuzione della RoughTrade. Nell'aprile 2011 la band riceve il Grammy tedesco nella categoria dei giovani talenti. Nel giugno 2013 esce l'album We're Not the Ones We Thought We Were, dal quale è estratto il fortunato singolo A No Is a No. Nel 2015, Alin, Philipp e Fabian, hanno iniziato un tour europeo di concerti che li ha visti anche suonare in varie città italiane.

## Formazione
- Alin Coen  - voce, chitarra
- Philipp Martin  - basso
- Fabian Stevens - batteria

## Discografia

### Album in studio
- 2010 – Wer bist du?
- 2013 – We're Not the Ones We Thought We Were

### Album dal vivo
- 2016 - Alles was ich hab

### EP
- 2011 – Einer will immer mehr